# Neorhegmoclemina catharinae
Neorhegmoclemina catharinae is een muggensoort uit de familie van de Scatopsidae. De wetenschappelijke naam van de soort is voor het eerst geldig gepubliceerd in 1997 door Haenni.